# 11694 Esterhuysen
11694 Esterhuysen è un asteroide della fascia principale. Scoperto nel 1998, presenta un'orbita caratterizzata da un semiasse maggiore pari a 2,3231874 UA e da un'eccentricità di 0,1031391, inclinata di 3,72408° rispetto all'eclittica.